# Houska (Blatce)
Houska (německy Hauska) je vesnice a část obce Blatce v okrese Česká Lípa. Nachází se asi 2,5 kilometru jihovýchodně od Blatců. V nejvyšším bodě vesnice stojí na pískovcovém ostrohu Houska.

## Historie
Historie vesnice je až do začátku 20. století spojena s hradem, který byl postaven před rokem 1300. Po panovníkovi byli dalších 150 let vlastníky Berkové z Dubé, od nichž hrad s okolím koupil roku 1432 Jan Smiřický. Po jeho popravě roku 1453 majetek zůstal rodině do roku 1502, kdy jej koupil Václav Hrzán z Harasova. Harasové přestavěli hrad na zámek, od nich jej i s okolím koupil roku 1615 Václav Berka z Dubé. Po bitvě na Bílé hoře roku 1620 musel utéct a novým pánem se stal Albrecht z Valdštejna. Po jeho zavraždění se vlastníci měnili, roku 1699 obec i zámek koupili Kounicové.

## Přírodní poměry
Katastrální území Houska má rozlohu 5,25 km². Na tomto území leží hrad Houska, Dolní Houska, Horní Houska, vrch Druclík, osada Kbelsko, někdejší mlýn Palác u Tubože a severní část Černého dolu s přírodní památkou Černý důl
Jižně od Horní Housky, při křižovatce modře značené cesty, spojující hrad Housku a Vrátenskou horu, s červenou Máchovou cestou roste skupina tří památných stromů – Lípy na rozcestí u Housky.

## Obyvatelstvo
Při sčítání lidu v roce 1921 ve vsi žilo 230 obyvatel (z toho 111 mužů), z nichž bylo třináct Čechoslováků, 215 Němců, jeden příslušník jiné národnosti a jeden cizinec. Kromě deseti evangelíků a jednoho člověka bez vyznání byli římskými katolíky. Podle sčítání lidu z roku 1930 měla vesnice 192 obyvatel: 38 Čechoslováků, 153 Němců a jednoho cizince. Devět z nich bylo evangelíky, šest bez vyznání a ostatní se hlásili k římskokatolické církvi.
| Rok            | 1869 | 1880 | 1890 | 1900 | 1910 | 1921 | 1930 | 1950 | 1961 | 1970 | 1980 | 1991 | 2001 | 2011 | 2021 |
| -------------- | ---- | ---- | ---- | ---- | ---- | ---- | ---- | ---- | ---- | ---- | ---- | ---- | ---- | ---- | ---- |
| Počet obyvatel | 410  | 383  | 278  | 237  | 226  | 230  | 192  | 49   | 66   | 18   | 17   | 11   | 14   | 31   | 50   |
| Počet domů     | 85   | 68   | 64   | 59   | 57   | 58   | 56   | 43   | 43   | 8    | 7    | 44   | 47   | 47   | 47   |

## Pamětihodnosti
- Hrad Houska
- Zřícenina kostela Nejsvětější Trojice
- Socha svaté Ludmily
- Usedlosti čp. 14, 25, 35 a 39

## Galerie

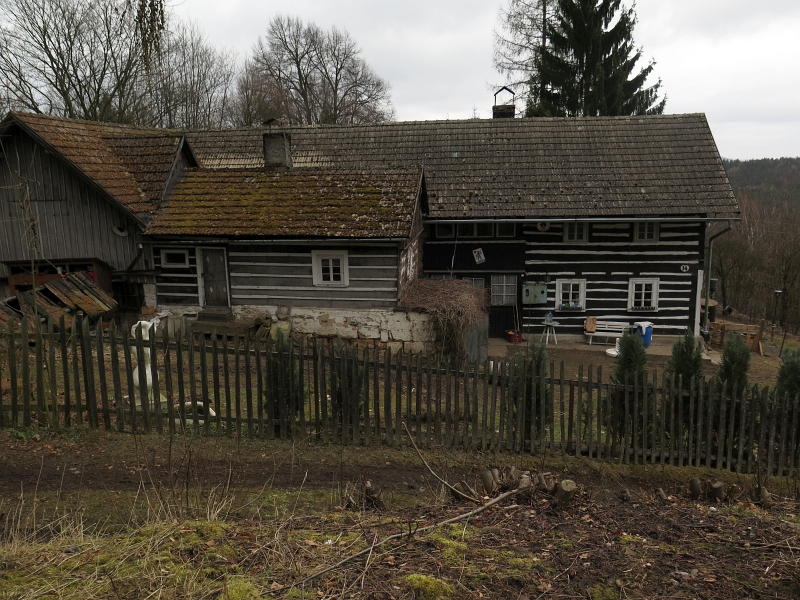
Památkově chráněný roubený dům čp. 14
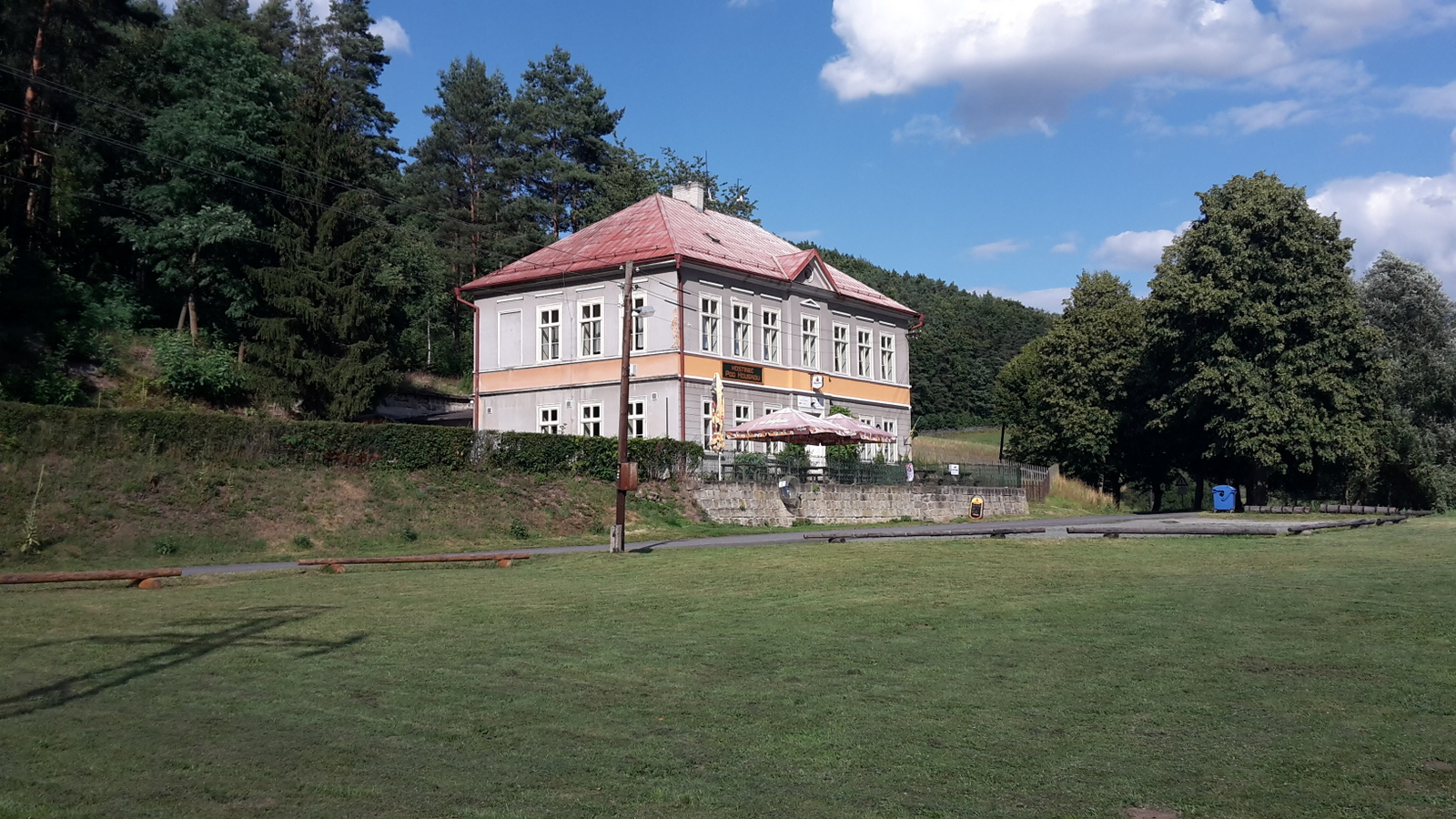
Hostinec Pod Houskou
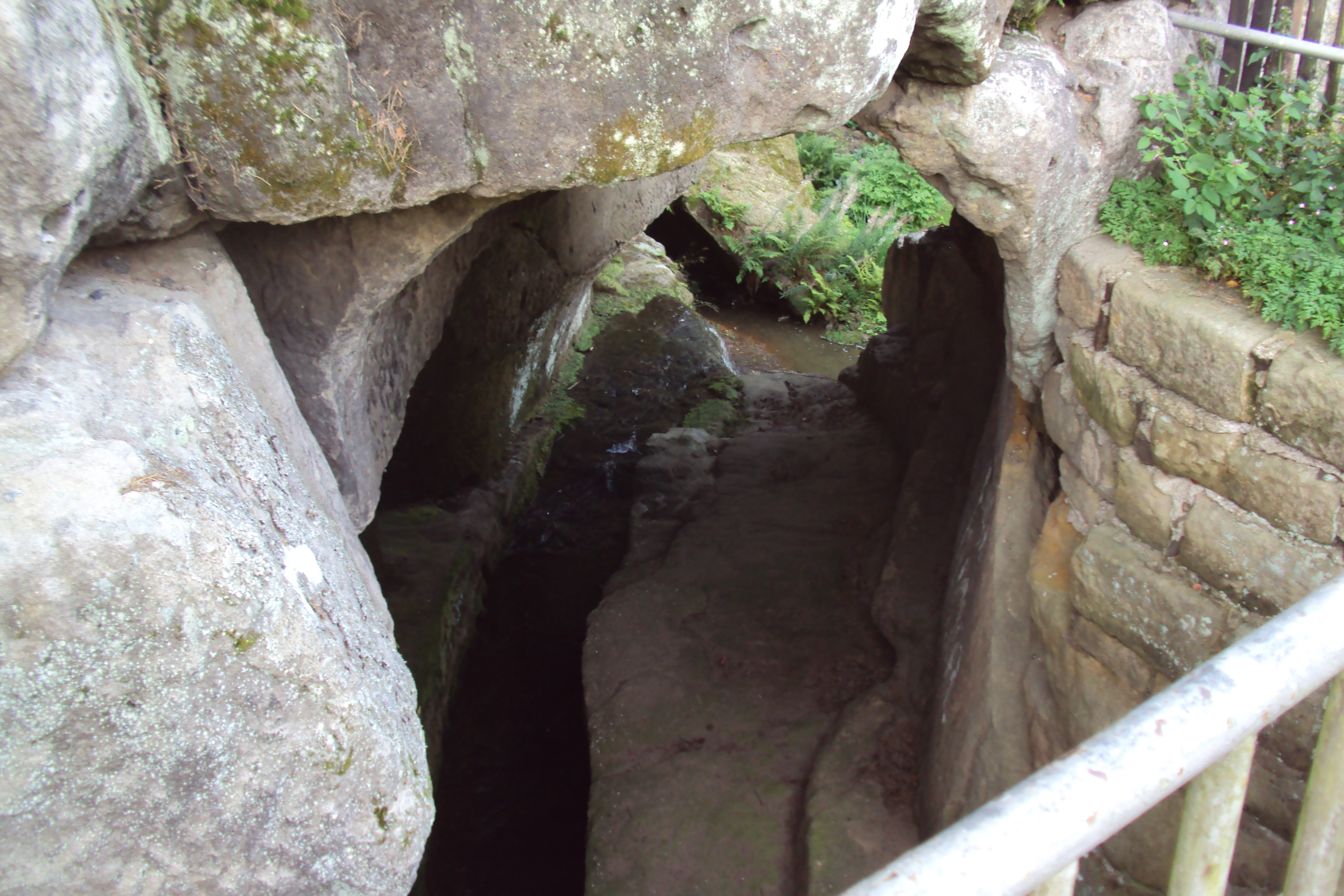
Tunel skalního mlýna Palác u Tubože
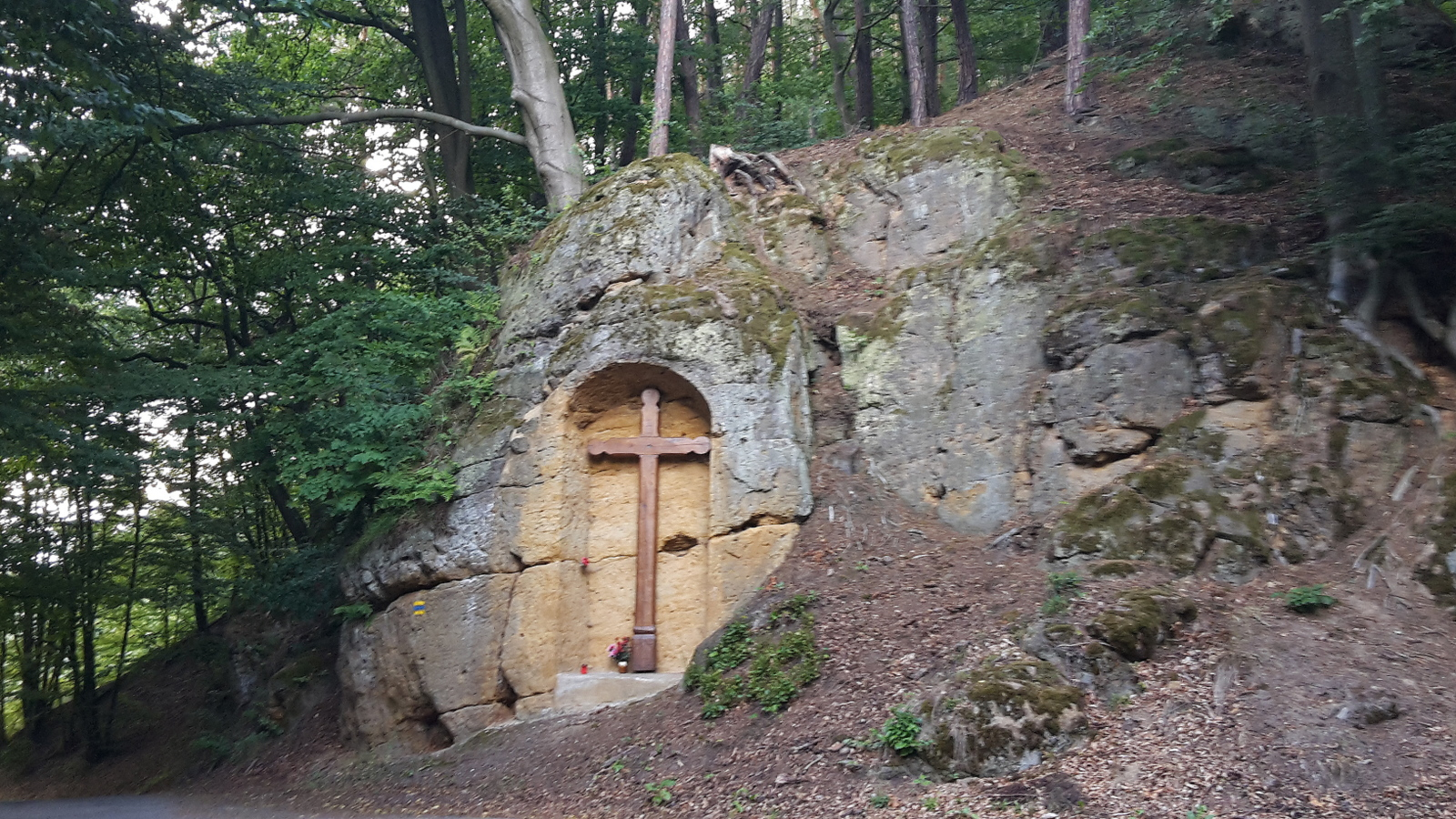
Kříž ve skalním výklenku
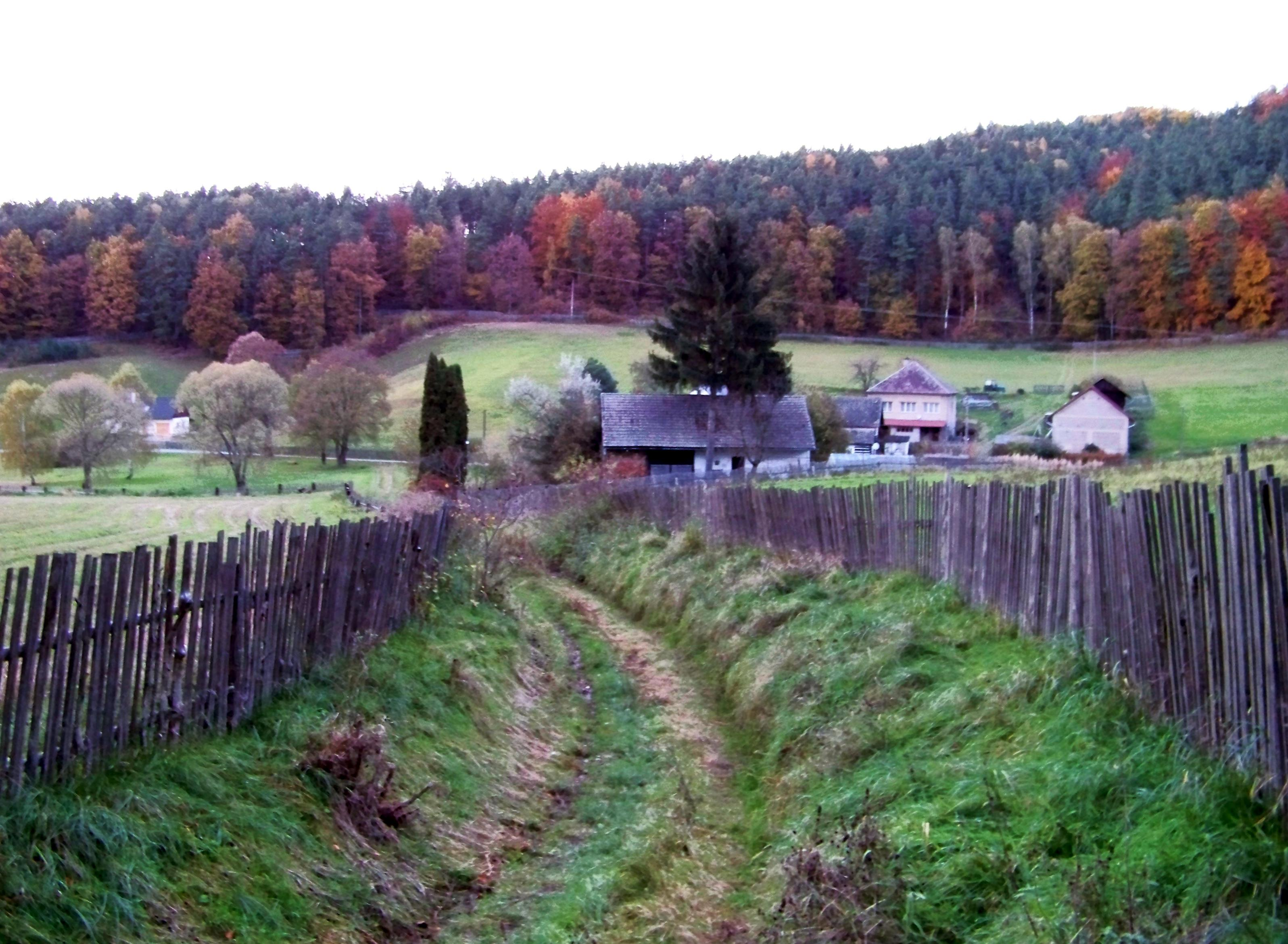
Dolní Houska